# Jean-Pierre Abelin
Jean-Pierre Abelin (Poitiers, 3 de septiembre de 1950) es un político francés de centro. Pertenece al partido político UDF (Unión por la Democracia Francesa).

## Mandatos
- 1977-1982: Miembro del Consejo general de Vienne.
- 1978-1981: Diputado.
- 1982-1988: Miembro del Consejo general de Vienne.
- 1982-1985: Vicepresidente del Consejo general de Vienne.
- 1983-1989: Miembro del Consejo Municipal de Châtellerault (Vienne).
- 1984-1989: Diputado en el Parlamento Europeo.
- 1985-1988: Vicepresidente del Consejo general de Vienne.
- 1989-1995: Miembro del Consejo Municipal de Châtellerault (Vienne).
- 1992-1994: Vicepresidente del Consejo general de Vienne.
- 1993-1997: Diputado.
- 1994-2001: Miembro del Consejo general de Vienne.
- 1994-1998: Vicepresidente del Consejo general de Vienne.
- 1995-2000: Miembro del Consejo Municipal de Châtellerault (Vienne).
- 1997-2002: Diputado.
- 1998-2001: Vicepresidente del Consejo general de Vienne.